# Séminaire Sainte-Marie-Majeure de Strasbourg
Ne doit pas être confondu avec Séminaire protestant de Strasbourg.
Le séminaire Sainte-Marie-Majeure de Strasbourg est un établissement supérieur de formation de prêtres situé à Strasbourg, dans le Bas-Rhin. L'édifice est remarquable par son imposante façade néo-classique et son puits du XVe siècle classé au titre des monuments historiques. Il abrite notamment une bibliothèque du XVIIIe siècle conservant d'importants fonds patrimoniaux religieux.

## Localisation
Attenant à la cathédrale Notre-Dame et au lycée Fustel-de-Coulanges, cet ensemble de bâtiments est situé au 2, rue des Frères, où se trouve le portail principal. Un autre accès se fait par la rue des Écrivains.

## Historique
Le puits gothique (XVe siècle) situé dans l'une des cours fait l'objet d'un classement au titre des monuments historiques depuis 1939.

## Architecture
L'orgue de la chapelle a été construit dans un buffet blanc par Yves Kœnig en 1985.

## Équipe de formation
- René Fischer, supérieur

## Formation

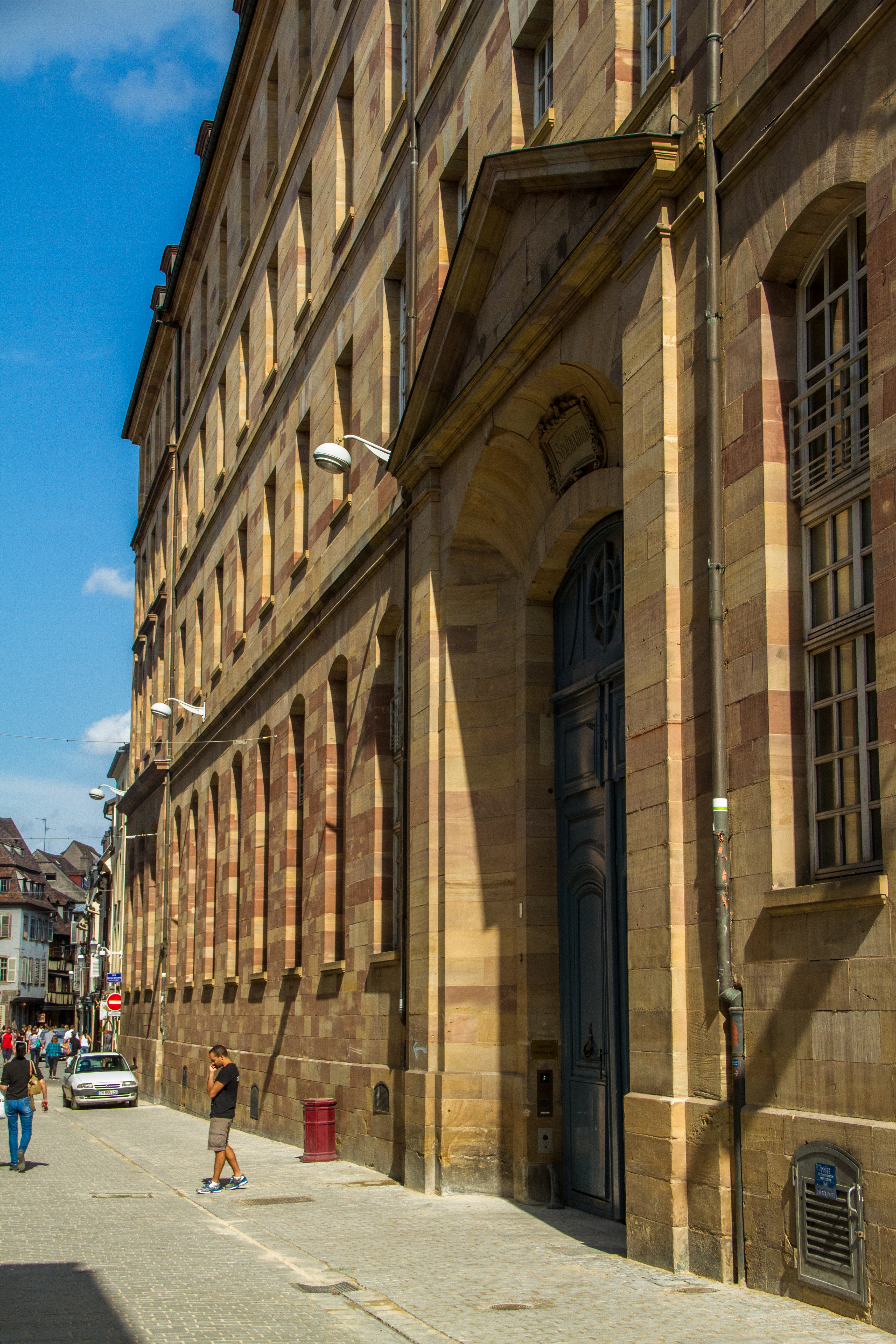
Le séminaire dans la rue des Frères.

L’ensemble des séminaristes suivent les cours à la faculté de théologie catholique de Strasbourg qui est une composante de l'université de Strasbourg. En plus de ces cours universitaires, est dispensé au sein même du séminaire un ensemble de formations sur des matières propres aux exigences de la formation des futurs prêtres.
Avant leur entrée au séminaire, les candidats suivent une année préparatoire : l’année de propédeutique, qui a lieu à Metz et leur permet de demander leur entrée en première année.

## Anciens supérieurs
- Vincent Dollmann (2017-2018)
- Jean Claude Reichert (2008-2017)
- Vincent Jordy (2000-2008)
- Joseph Musser (1991-2000)
- Gustave Keller (1903-1908)
- Léon Dacheux (1881-1889)
- Pierre Paul Stumpf (1864-1881)
- André Raess (1830-1836)

## Anciens enseignants
- Nicolas Delsor
- Albert Ehrhard
- Léon-Arthur Elchinger
- Joseph Gass
- Aloïse Guthlin (philosophie)
- Joseph Guthlin (apologétique)
- Vincent Jordy
- Bruno Franz Leopold Liebermann
- Eugène Muller
- Jean-Pierre Kempf

## Anciens étudiants
- Vincent Dollmann
- Charles-Émile Freppel
- Bellino Ghirard
- Louis Kammerer
- Christian Kratz
- François Libermann
- Gilles Reithinger
- Olivier Schmitthaeusler
- Jean-Marie Speich
- Pierre-Paul Stumpf
- Modeste Schickelé
- Michel Wackenheim
- Joseph Walter

### Filmographie
- Les portes du monde, film documentaire de Marc Jonas, 2008, 52 min.